# Пакет оновлень
Паке́т оно́влень (англ. service pack, скорочено SP) — набір оновлень, виправлень і/або поліпшень комп'ютерної програми, що постачається у вигляді єдиного встано́влювального пакета. Багато компаній, як наприклад Microsoft або Autodesk, зазвичай випускають пакет оновлень тоді, коли число окремих патчів для конкретної програми досягає деякої межі. Установка пакета поновлення простіше і тому вимагає менше звернень за технічною підтримкою в компанію, ніж установка окремо великої кількості патчів, тим більше при оновленні ПЗ на безлічі комп'ютерів через мережу.
Пакети оновлень зазвичай нумеруються і коротко вказуються як SP1, SP2, SP3 і т.д. Це вказує на те, що вони можуть містити крім виправлень помилок нові можливості для програм, як наприклад у випадку з SP2 для Windows XP.

## Різницеві і сумарні пакети
Пакет оновлень може бути "різницевим", тобто містить тільки ті оновлення, яких не було в попередніх пакетах поновлення, або навпаки, "сумарним", тобто включати в себе вміст всіх попередніх оновлень. У випадку з продуктами корпорації Microsoft різницеві поновлення зазвичай називаються "випусками оновлення" (service release). Наприклад, Office 2000 повинен бути оновлений до випуску оновлення service release 1 (SR1) перед установкою SP2.
Найчастіше пакети оновлення для конкретної програми випускаються або тільки різницеві, або тільки сумарні. З цієї причини, обидва прикметники часто вказують на повний набір пакетів оновлень програми, як наприклад, в реченні "Пакети оновлень для Windows є сумарними".